# Richard Schneider (Jurist)
Richard Karl Schneider (* 2. Mai 1823 in Ettenheim; † 3. November 1911 in Karlsruhe) war ein deutscher Jurist. Schneider war großherzoglich badischer Präsident des Oberlandesgerichtes in Karlsruhe, der höchsten richterlichen Instanz des Großherzogtums, sowie Mitglied in der ersten Kammer der Badischen Ständeversammlung.

## Leben

### Familie und Studium
Richard wurde als Sohn von Peter Joseph Schneider geboren. Sein Vater war Doktor der Medizin und großherzoglich badischer Amtsphysikus in Ettenheim. Seine Mutter Maria Sophia (1796–1863) war eine geborene Engelberger, eine Tochter von Ignaz Engelberger.
Er besuchte zunächst die Volksschule in Ettenheim. Von 1833 bis 1838 ging er auf das Gymnasium in Offenburg und von 1838 bis 1840 auf das Lyzeum in Rastatt. 1840 bis 1842 begann Schneider ein Jurastudium an der Universität Freiburg, das er 1842 bis 1844 an der Universität Heidelberg fortsetzte und beendet. Neben den juristischen Vorlesungen und Seminaren, in denen das Römische Recht und der napoleonische Code civil noch breiten Raum einnahmen, hörte er außerdem Vorlesungen über Metaphysik und die Geschichte der Philosophie.

### Beruflicher Werdegang
1845 bestand er das Erste juristische Staatsexamen. Noch im gleichen Jahr wurde er in den badischen Justizdienst übernommen. Von 1845 bis 1848 war Schneider als Rechtspraktikant und Aktuar sowie als selbständiger Respizient und Dienstverweser beim badischen Oberamt Offenburg tätig. 1848 war er kurzzeitig Amtsverweser beim Bezirksamt Kork. Ab 1849 bis 1852 wurde Schneider zum Amtsassessor beim Bezirksamt Lahr und von 1852 bis 1854 zum Assessor beim Stadtamt Freiburg ernannt.
Ab 1854 war Schneider Assessor beim Hofgericht des Seekreises in Konstanz und ständiger Vertreter des Staatsanwalts am Hofgericht Konstanz. Von 1856 bis 1864 war er Hofgerichtsrat in Konstanz. 1864, mit der Einführung der neuen badischen Gerichtsorganisation und des badischen Gerichtsverfassungsgesetzes, wurde er Kreisgerichtsdirektor in Waldshut und 1869 Kreis- und Hofgerichtsdirektor in Konstanz. Bereits 1868 erhielt er für seine Verdienste das Ritterkreuz I. Klasse des Zähringer Löwenordens. Seit 1872 wurde Schneider außerdem der Vorsitz der Prüfungskommission für die zweite Juristische Staatsprüfung übertragen, den er bis 1898 ausübte und der einen Großteil seiner Zeit in Anspruch nahm. So erhielt er an seinem 70. Geburtstag von fast 500 ehemaligen Prüflingen eine Glückwunschaderesse.
1877 erfolgte seine Berufung als Vizekanzler des Oberhofgerichts in Karlsruhe. Gleichzeitig wurde Schneider zum außerordentlichen Mitglied des Staatsministeriums ernannt. 1879, mit der Inkrafttretung der Reichsjustizgesetze, bis 1892 war er Senatspräsident des Oberlandesgerichts in Karlsruhe. Schon 1880 wurde ihm das Kommandeurkreuz II. Klasse des Zähringer Löwenordens und 1891 der Stern zu diesem Kreuz verliehen. 1892 wurde er zum Präsidenten des Oberlandesgerichts in Karlsruhe, dem höchsten Gericht des Großherzogtums Baden, ernannt und der Titel Wirklicher Geheimer Rat verliehen. Der badische Großherzog Friedrich I. persönlich ernannte ihn 1893 zum Mitglied der ersten Kammer der Badischen Ständeversammlung. Schneider selbst war langjähriges Mitglied der Nationalliberalen Partei und in der Ständeversammlung Mitglied in der Justizkommission. Dort war er an Entstehung und Verabschiedung der Überleitungsgesetze bei Einführung des Bürgerlichen Gesetzbuches maßgeblich beteiligt. 1894 erhielt er das Großkreuz des Zähringer Löwenordens.
1899, ein Jahr vor der Einführung des Bürgerlichen Gesetzbuches, trat Schneider in den Ruhestand. Noch im gleichen Jahr erhielt er als besondere Anerkennung seiner Verdienste um die Rechtspflege und die Justizverwaltung die goldenen Kette zum Großkreuz des Ordens des Zähringer Löwen. Gleichzeitig verlieh ihm die juristische Fakultät der Heidelberger Universität die Würde eines Ehrendoktors.
Er starb am 3. November 1911, im Alter von 88 Jahren, in Karlsruhe.

### Ehe und Nachkommen
Richard Schneider heiratete 1848 in Offenbach Luiga, eine geborene Jäger. Seine Frau starb bereits 1894. Das einzige Kind des Paares, die Tochter Emilie Sophie Katharina, wurde 1854 geboren.